# Soplicowo
Soplicowo (biał. Сапліцы, Saplicy, ros. Сапліцы, Saplicy) – dawna wieś. Tereny, na których leżała, znajdują się obecnie na Białorusi, w obwodzie grodzieńskim, w rejonie korelickim, w sielsowiecie Rajca.

## Nazwa
Pierwotnie miejscowość nazywała się Saplica, Saplice lub Soplice. Pod zaborami obok nazwy Saplica (ros. Саплица, Saplica) pojawia się nazwa Soplicowo, obowiązująca także w II Rzeczypospolitej.

## Historia
W Rzeczypospolitej Obojga Narodów zaścianek Saplica leżący w województwie nowogródzkim, w powiecie nowogródzkim. Było własnością Sopliców (albo Sapliców).
W wyniku III rozbioru znalazło się w Rosji. W XIX i w początkach XX w. położone było w guberni mińskiej, w powiecie nowogródzkim. Pod zaborami i w II Rzeczypospolitej była to okolica szlachecka.
W dwudziestoleciu międzywojennym leżało w Polsce, w województwie nowogródzkim, w powiecie nowogródzkim, w gminie Cyryn. W 1921 roku miejscowość liczyła 29 mieszkańców, zamieszkałych w 6 budynkach, wyłącznie Polaków. 23 mieszkańców było wyznania rzymskokatolickiego i 6 prawosławnego.
Po II wojnie światowej w granicach Związku Sowieckiego. W 1987 roku wieś została zniesiona. Od 1991 roku w niepodległej Białorusi.

## Soplicowo w kulturze
Miejscowość upamiętnił Adam Mickiewicz w Panu Tadeuszu. Od niej lub od nazwiska jej właścicieli Mickiewicz wziął nazwę dla miejsca akcji poematu. Miejscowość nie była jednak jedynym pierwowzorem mickiewiczowskiego Soplicowa.
Wieszcz miał związki rodzinne z prawdziwymi właścicielami miejscowości. Soplicowie (Saplicowie) byli spowinowaceni z właścicielami sąsiednich Horbatowicz Mickiewiczami, przez zawarte w 1779 małżeństwo Adama Mickiewicza (stryjecznego dziadka poety) z Wiktorią Soplicówną.